# Campionati del mondo di ciclismo su strada 2000 - Cronometro femminile Elite
La cronometro femminile Elite dei Campionati del mondo di ciclismo su strada 2000 fu corsa l'11 ottobre 2000 in Francia, con partenza da Le Croisty ed arrivo a Plouay, su un percorso totale di 24,5 km. L'oro andò alla statunitense Mari Holden, che vinse la gara con il tempo di 33'14"62 alla media di 44,21 km, l'argento alla francese Jeannie Longo e a completare il podio la lituana Rasa Polikevičiūtė.

## Classifica (Top 10)
| Pos. | Corridore                | Squadra     | Tempo     |
| ---- | ------------------------ | ----------- | --------- |
| 1    | Mari Holden              | Stati Uniti | 33'14"62  |
| 2    | Jeannie Longo            | Francia     | a 3"71    |
| 3    | Rasa Polikevičiūtė       | Lituania    | a 46"91   |
| 4    | Solrun Flatås            | Norvegia    | a 54"91   |
| 5    | Ceris Gilfillan          | Regno Unito | a 57"72   |
| 6    | Hanka Kupfernagel        | Germania    | a 59"24   |
| 7    | Albine Caillie           | Francia     | a 1'16"44 |
| 8    | Zinaida Stahurskaia      | Bielorussia | a 1'28"50 |
| 9    | Judith Arndt             | Germania    | a 1'38"13 |
| 10   | Mariëlle Van Scheppingen | Paesi Bassi | a 1'50"23 |